# Asaita
Asaita   este un oraș  în  partea de nord-est a Etiopiei, centru administrativ al statului Afar.